# Dragoon Camp Cemetery
Dragoon Camp Cemetery is een Britse militaire begraafplaats met gesneuvelden uit de Eerste Wereldoorlog, gelegen in het Belgische dorp Boezinge, een deelgemeente van Ieper. De begraafplaats werd ontworpen door Arthur Hutton en ligt in het veld op 1,8 km ten oosten van het dorpscentrum, over het kanaal Ieper-IJzer, ook Ieperlee genoemd. Het terrein heeft een langwerpig rechthoekig grondplan met een oppervlakte van 532 m² en is vanaf de Kleine Poezelstraat bereikbaar via een graspad van 400 m. Het Cross of Sacrifice staat tegen de oostelijke muur. 
De begraafplaats wordt onderhouden door de Commonwealth War Graves Commission.  
Er worden 66 Britten herdacht waaronder 10 niet geïdentificeerde.

## Geschiedenis
De kleine hoogte waarop deze begraafplaats ligt werd door de 38th Welsh Division ingenomen op 31 juli 1917. De begraafplaats werd vanaf 9 augustus 1917 door de 13th Royal Welsh Fusiliers aangelegd en heette oorspronkelijk "Villa Gretchen Cemetery", naar een voormalig huis op die plaats, maar werd later veranderd in Dragoon Camp Cemetery. De begraafplaats werd gebruikt tot oktober 1917. De meeste doden behoorden tot de Welsh Fusiliers en Royal Field Artillery. Van de 66 slachtoffers stierven er 28 op 31 juli 1917, de eerste dag van de Slag om Pilckem Ridge (Derde Slag om Ieper). Eén mecanicien (E.T. Rose) diende bij het Royal Flying Corps.
Deze begraafplaats werd in 2009 als monument beschermd.